# Bibi Mariam Bajtiarí
Bibi Mariam Bajtiarí (en luri: بی مَریَمِ بَختیاری, romanizado: Bi Maryam Baxtiâri; en persa: بی بی مریم بختیاری‎; 1874 - Isfahán, 1937) fue una mujer lura de la Persia kayar conocida por su papel durante la revolución constitucional iraní.
Es considerada actualmente como una de las primeras y principales activistas por los derechos de las mujeres en Irán.

## Biografía
Bibi Mariam Bajtiarí nació en 1874 como hija de Huseín Qolí Jan Bajtiarí, hermana de Alí Qolí Jan Bajtiarí.
Con el comienzo de la decadencia persa en el reinado del Sah Mozaffareddín Qayar, que heredó una Persia endeudada por su padre en un contexto internacional agravado por las sequías continuas y el detraimiento del comercio con el fin del Gran Juego y el comienzo de la guerra ruso-japonesa, Bibi Mariam se convirtió en una de los principales partidarias de su tío, Sardar Asad Bajtiarí, en la revolución constitucional iraní.
Bibi Mariam recibió el cargo de comandante tribal pese a la oposición de su marido y otros hombres de la tribu, así como el encargo de preparar fuerzas bajtiaris para lo que los Bajtiarí compraron armamento moderno al Imperio alemán.
Los bajtiaris se pusieron en píe de guerra tras el ascenso al trono del sucesor de Mozaffareddín, el Sah Mohammad Alí Qayar, que pronto revocó los pocos avances constitucionales a los que había accedido su padre, dando comienzo a lo que en la historiografía iraní se conoce como la Tiranía Menor.
En 1909, se trasladó a Teherán acompañada de algunos de sus mejores guerrilleros para planificar el ataque a la ciudad desde la casa de su padre, utilizada como base de operaciones avanzada. Con la llegada de Sardar Asad Bajtiarí y el grueso de sus guerrilerros bajtiaris a Teherán, Bibi Mariam y sus guerrilleros se unieron a su lucha contra las tropas de Mohammad Alí Qayar.
Durante los combates, la unidad de Bibi Mariam y ella personalmente lucharon contra elementos de caballería ligera del régimen kayar junto a otros guerrilleros luros. Debido a su valentía y habilidades en la lucha, su popularidad aumentó de modo que se le otorgó el rango honorífico de sardar (alto comandante), y luego se hizo famosa como Sardar Bibi Mariam Bajtiarí.
Ese mismo año consiguieron tomar la ciudad en la conocida como «Triunfo de Teherán» (en persa: فتح تهران‎, romanizado: fath-e tehrān), obligando al gobierno central y al Sah a realizar reformas democráticas.
Bibi Mariam Bajtiarí murió en Isfahán el año 1316 SH según el calendario persa, equivalente a 1937 del calendario gregoriano en el ya Estado Imperial de Irán, tres años después de que en la misma ciudad fuese ejecutado su hijo Alí Mardan Jan Bajtiarí, revolucionario contra el régimen de Mohammad Reza Pahlaví.

## En la cultura popular
La historia de Bibi Mariam Bajtiarí es una de las historias de mujeres iraníes que aparecen en la novela gráfica Mujer Vida Libertad de la autora Marjane Satrapi.